# Румынский лей
Румынский лей (рум. leu, мн. ч. lei), — национальная валюта Румынии. Состоит из 100 баней (ед. число — бань или бан). Код ISO 4217 RON (ROmanian New Leu; до реформы 2005 г. — ROL, ROmanian Leu, с 2005 года — RON, Romanian Leu). Цифровой код 946.
В Общероссийском классификаторе валют национальная валюта Румынии называлась:
- ROL — первоначально леем, а с 1 июля 2005 года по 1 февраля 2007 года старым румынским леем;
- RON — c 1 июля 2005 года новым румынским леем, затем просто леем, затем опять новым румынским леем, в настоящее время румынским леем.

## Предыстория и возникновение названия

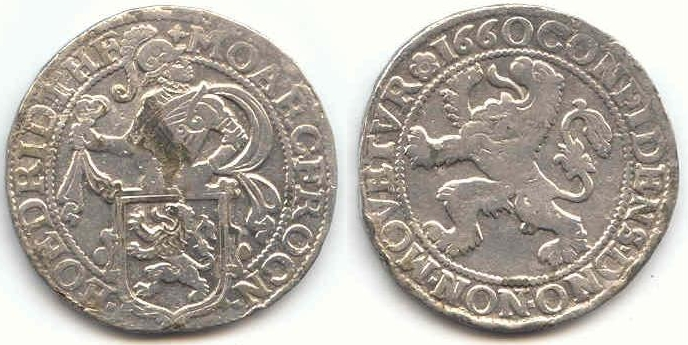
Голландский лёвендальдер, от которого происходят названия румынского лея и болгарского лева

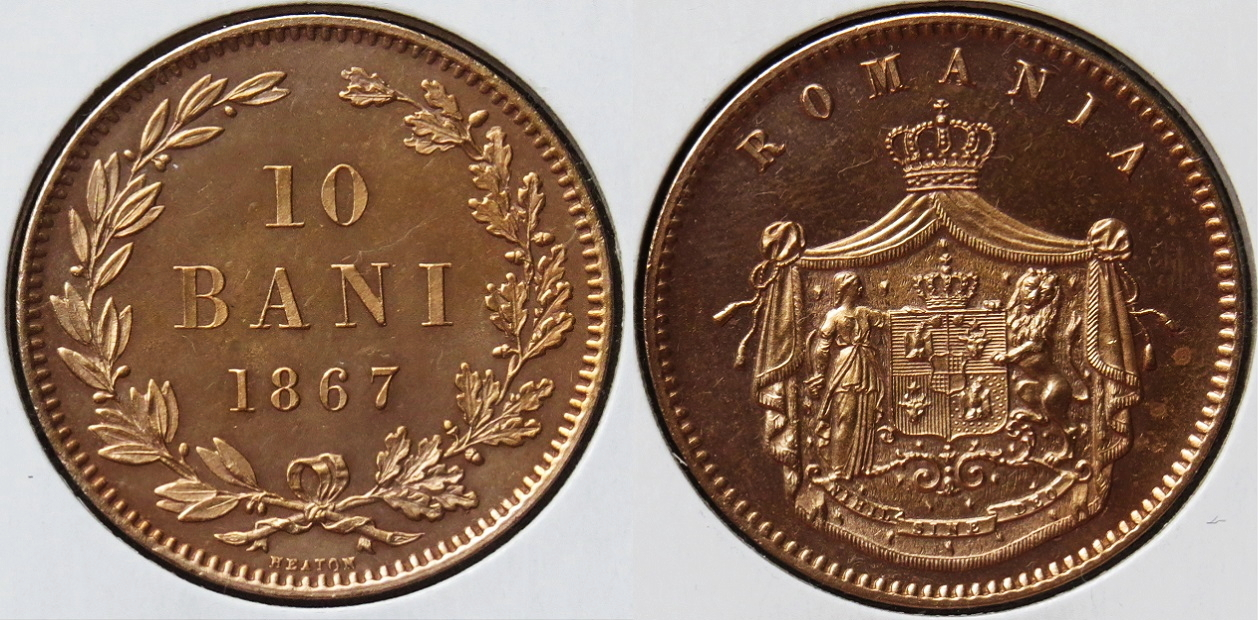
10 бань 1867 года

До включения нынешней территории Румынии в состав Римского государства в обращении находились греческие, римские, македонские монеты, а также монеты кельтов, гетов и даков. Гето-дакские подражания греческим монетам чеканились в период с ок. 300 года до н. э. до I века н. э. Во II—III веках в обращении в основном — римские монеты. Затем, до XIV века, преимущественно — византийские монеты.
С XIV века в обращении — венгерские, чешские, болгарские, венецианские, генуэзские и другие монеты. В Валахии Владислав I (1364—1377) начал чеканку серебряных динаров и баней. В Молдове Пётр I Мушат (1375—1391) чеканил серебряные гроши. В Трансильвании чеканка монет начата в XIV веке, в период турецкого владычества с XVI века чеканились турецкие монеты, затем в 1690—1780 — австрийские.
В XVII веке на Балканы проникла нидерландская монета лёвендальдер, на которой был изображён лев. Румыноязычные жители называли эти монеты «lei» — «львы».
В 1853 году одной из революционных организаций, выступающих за независимость Румынии, были отпечатаны боны с указанием номинала в 10 дукатов. На них имеются подписи видных деятелей сопротивления османскому владычеству Д. Брэтиану, К. Розетти и С. Голеску. Данные знаки в оборот не поступали, но в румынском каталоге монет и банкнот они представлены как первые румынские банкноты.
Банк Молдовы, созданный в 1852 году, 1 сентября 1856 года выпустил билеты Банка Молдовы с обозначением номинала на двух языках: на румынском (в леях) и на французском (в пиастрах).

## Первый лей (1867)

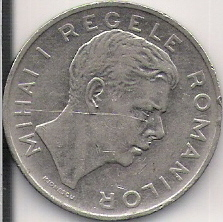
Аверс монеты номиналом 100 лей, выпущенной в 1944 году, с портретом короля Михая I

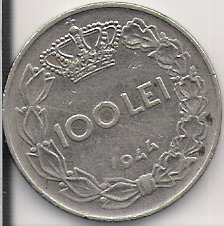
Реверс монеты номиналом 100 лей 1944 года

Законом от 22 апреля 1867 года введён лей, равный 100 баням. Была принята денежная система, аналогичная системе Латинского монетного союза (формально Румыния не входила в союз). В 1867—1890 параллельно обращались две валюты: лей и французский франк. В 1877 году выпущены «ипотечные билеты» двух образцов — Министерства финансов и Национального банка Румынии (хотя банк был создан только в 1880 году). С 1890 года лей стал единственной национальной валютой.
В 1917 году на территории, оккупированной германскими и австро-венгерскими войсками, выпускались банкноты Генерального банка Румынии номиналом от 25 баней до 1000 леев. После окончания войны на части территории Австро-Венгрии, отошедшей к Румынии, с 1 декабря 1918 года начато использование лея. В период с 10 июня по 28 августа 1919 года произведено штемпелевание банкнот Австро-Венгерского банка штемпелем «TIMBRU SPECIAL ROMANIA» (кроме банкнот в 1 и 2 кроны). Проштампованные банкноты в кронах и банкноты в 1 и 2 кроны без штемпеля находились в обращении наравне с леем в соотношении 1 лей = 2 кроны. Изъятие банкнот в кронах начато 1 сентября 1920 года и проводилось до конца 1921 года.
В 1940-1945 гг. лей испытал инфляцию, которая стала особенно высокой после вступления Румынии в войну на стороне Германии.
В 1944 году небольшими тиражами были выпущены купюры «Командования Красной армии» номиналом от 5 леев до 1000 леев. В октябре 1944 года румынское правительство выкупило эти леи, изъятые леи были переданы советскому военному командованию.

## Второй лей (1947)

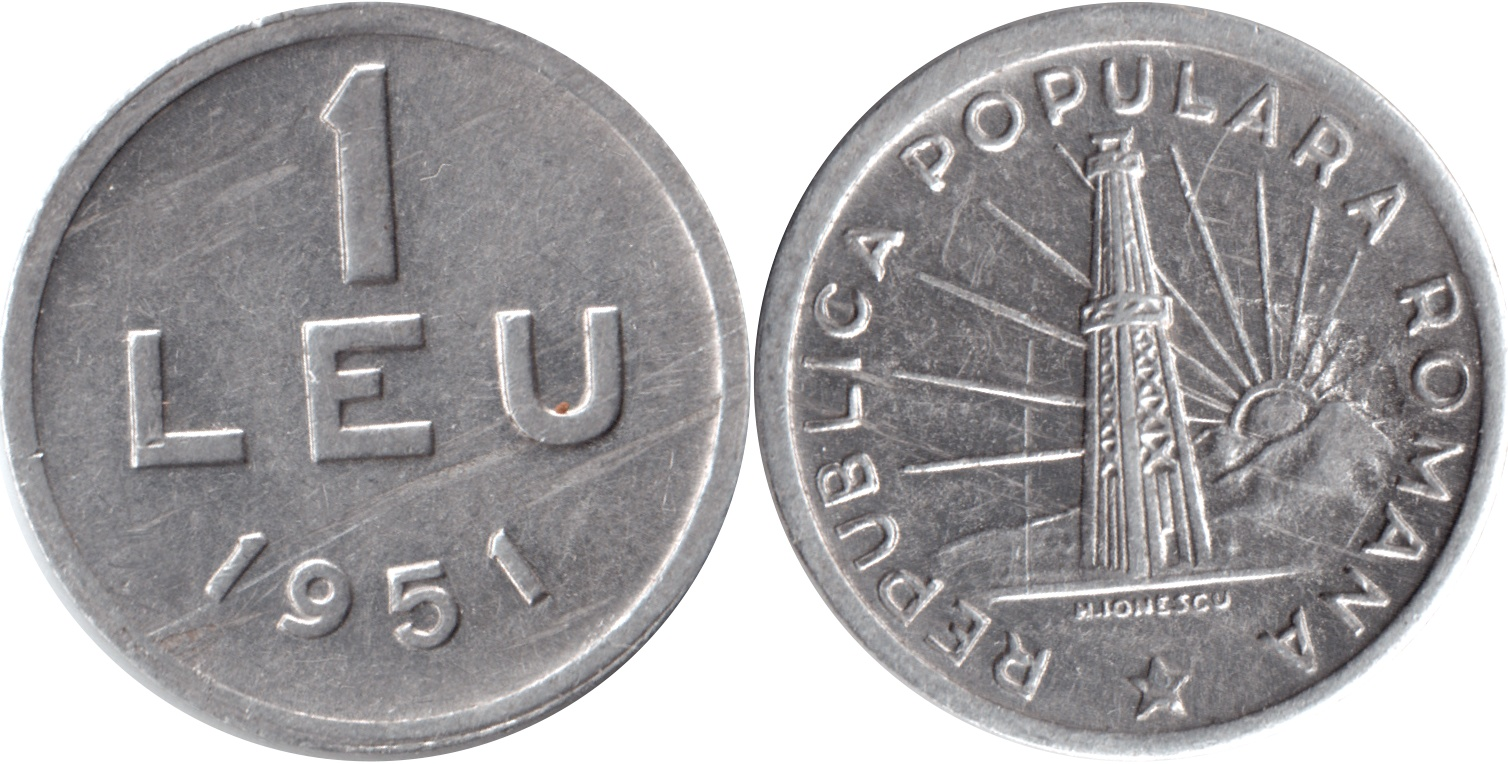
1 лей 1951 г. (алюминий)

С 15 по 22 августа 1947 года проведена денежная реформа. Старые денежные знаки обменены на леи образца 1947 года из расчёта 20000:1, для рабочих и служащих по 3 млн старых леев на человека, крестьян по 5 млн старых леев на хозяйство и дополнительно 2,5 млн леев, если хозяйство выполнило план обязательных поставок государству, для военнослужащих и лиц свободных профессий по 1,5 млн леев на человека. Предприятиям и организациям (кроме торговых) разрешалось обменивать старые денежные знаки на новые в размере фонда заработной платы за июль 1947 года.
На банкнотах в 20 лей текст гласил «Румыния. Министерство финансов», на банкнотах в 100 и 500 лей — «Национальный банк Румынии». Банкноты в 1000 леев известны в 3 версиях — с королевским гербом (1947), с гербом Румынской народной республики (1948), и с текстом «Румынская народная республика» без герба (1950).
Чеканились монеты номиналом 1 и 2 (1949 — бронза, 1951 — алюминий), 5 и 20 лей (медно-никелевый сплав). На монетах 1 и 2 лея вместо герба были символические изображения (нефтяная вышка и кукуруза). На всех номиналах было название страны «Румынская народная республика».

## Третий лей (1952)

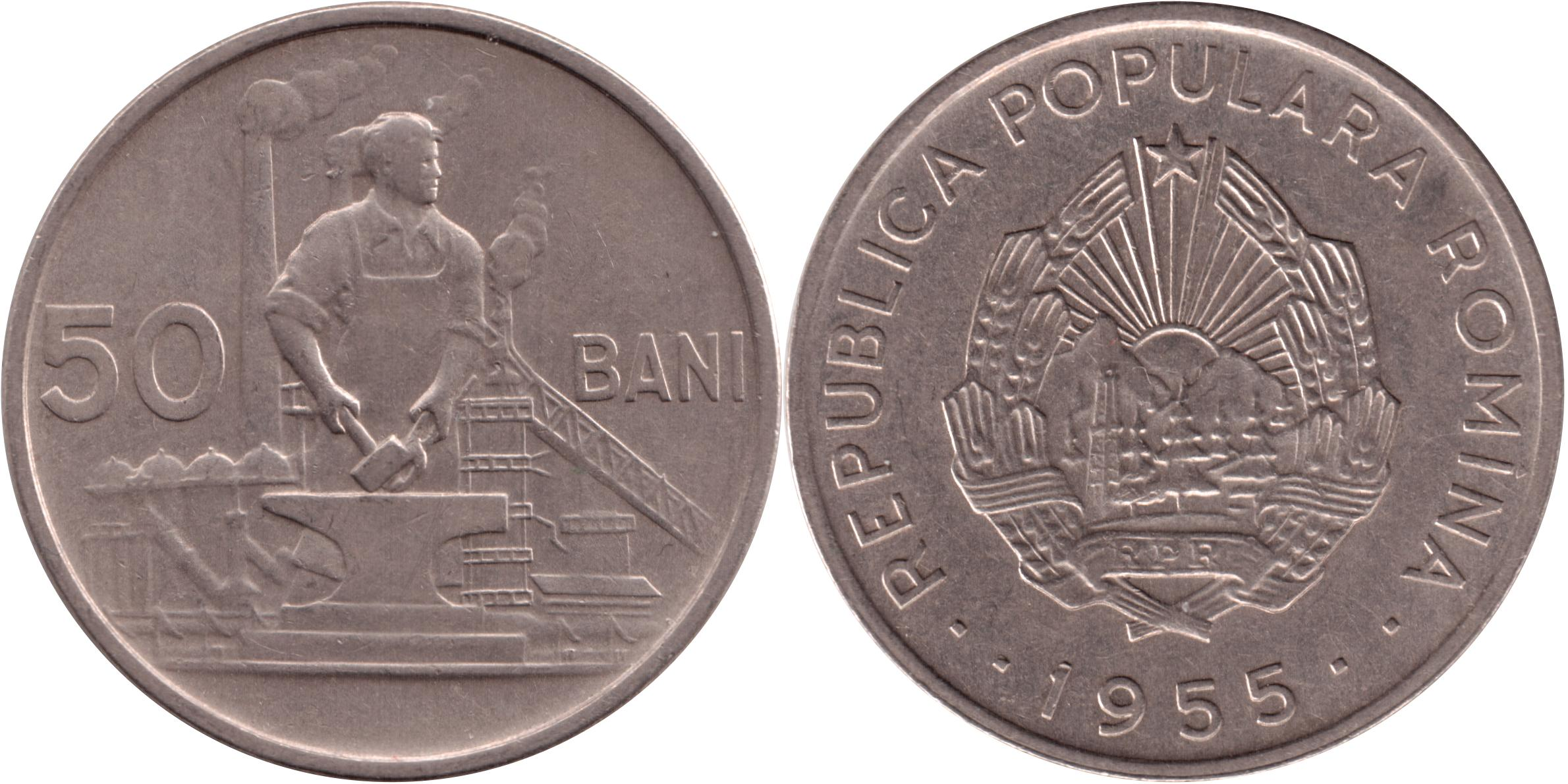
50 бань 1955 г. (Румынская народная республика)

С 28 по 31 января 1952 года была проведена вторая денежная реформа — обмен денежных знаков на леи образца 1952. Первая тысяча леев обменивалась 100:1, вторая и третья тысячи 200:1, суммы сверх 3000 старых леев 400:1. Наличные денежные средства государственных и кооперативных предприятий и учреждений обменивались 200:1, средства на расчётных счетах 20:1. Сбережения населения в банках и сберегательных кассах пересчитывались: первая тысяча леев 50:1, вторая и третья тысячи 100:1, четвёртая и последующие 200:1. Цены, тарифы и заработная плата пересчитаны 20:1.

### Монеты

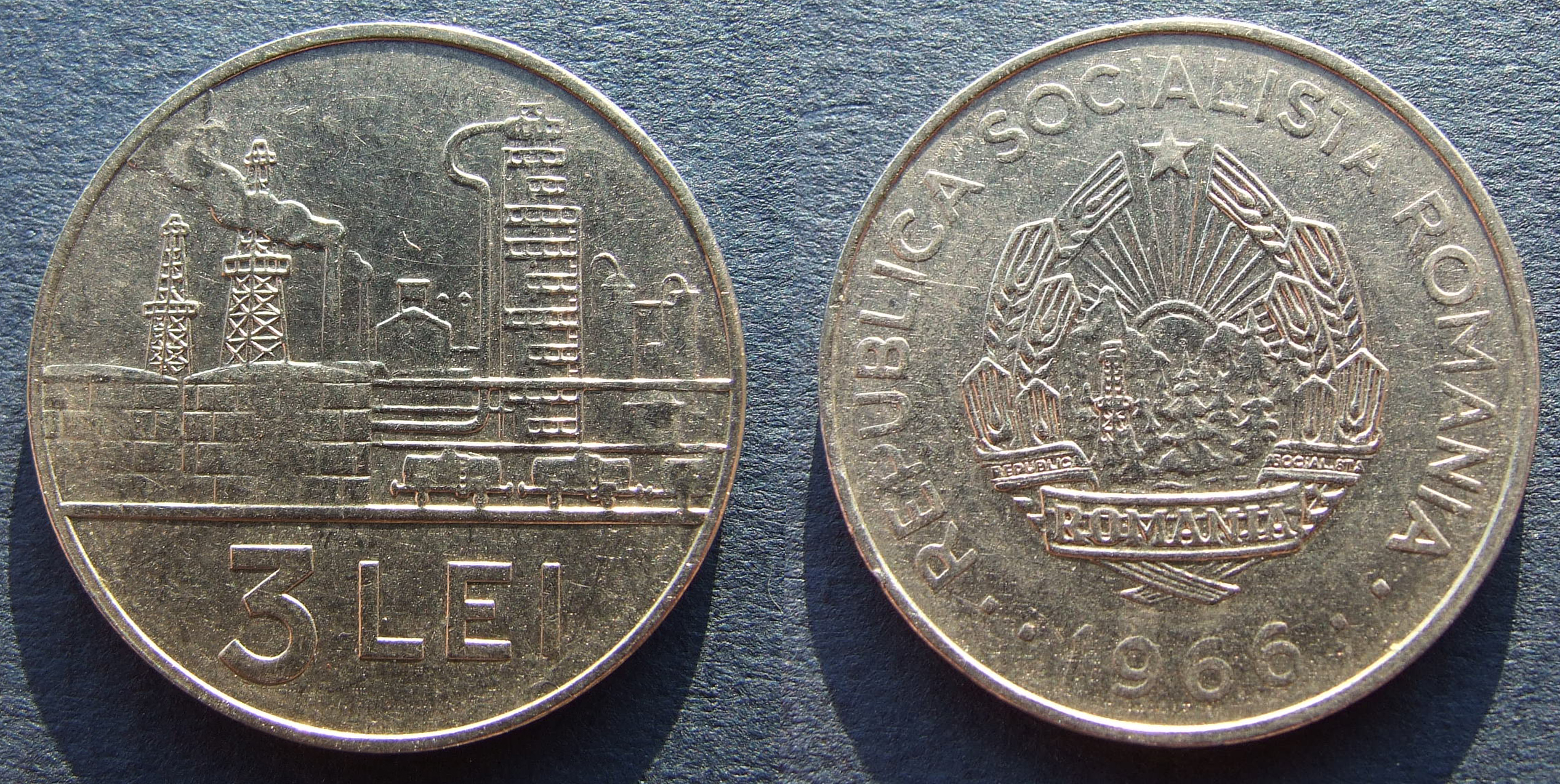
3 лея 1966 р. (Социалистическая республика Румыния)

В 1952—1957 выпускалась первая серия монет номиналом от 1 бана до 2 лей.
В 1960—1963 чеканились монеты с новым дизайном и надписью «Румынская народная республика». На мелких монетах в 5 бань текст вокруг герба по-прежнему отсутствовал, более мелкие не выпускались. Впервые были введены в оборот монеты номиналом 15 бань и 3 лей, больше не чеканились монеты 1, 3, 50 бань, 2 лей.
В 1966 были выпущены монеты с тем же дизайном, что и 1960, но с надписью вокруг герба «Социалистическая республика Румыния». На монете 5 бань название страны отсутствовало.
В 1975 г. выпущены монеты 5 и 15 бань, а в 1982 г. — 25 бань из более дешёвых металлов. В 1978 г. впервые отчеканена монета 5 лей.

### Банкноты 1952 года (Румынская народная республика)
|                                                 |  | 1   | 118×57 | коричневый жёлтый          | номинал                                                     | герб Румынской Народной Республики |
|                                                 |  | 3   | 122×61 | тёмно-коричневый оливковый | номинал                                                     | герб Румынской Народной Республики |
|                                                 |  | 5   | 122×65 | синий жёлтый               | портрет крестьянки                                          | строительство дамбы                |
|                                                 |  | 10  | 135×73 | фиолетовый зелёный         | портрет рабочего                                            | разработка карьера                 |
|                                                 |  | 25  | 148×80 | зелёный коричневый         | портрет Тудора Владимиреску                                 | уборка зерновых                    |
|                                                 |  | 100 | 168×90 | голубой                    | герб Румынской Народной Республики портрет Николаэ Белческу | Дом свободной прессы в Бухаресте   |
| Масштаб изображений — 1,0 пикселя на миллиметр. |  |     |        |                            |                                                             |                                    |

### Банкноты 1966 года (Социалистическая республика Румыния)
|                                                 |  | 1   | 103×52 | бурый жёлтый            | герб Социалистической Республики Румыния                                                                                      | номинал                                    |
|                                                 |  | 3   | 114×57 | синий светло-коричневый | герб Социалистической Республики Румыния                                                                                      | номинал                                    |
|                                                 |  | 5   | 124×62 | коричневый синий        | герб Социалистической Республики Румыния                                                                                      | панорама порта                             |
|                                                 |  | 10  | 131×65 | фиолетовый зелёный      | герб Социалистической Республики Румыния                                                                                      | панорама поля                              |
|                                                 |  | 25  | 140×70 | зелёный коричневый      | герб Социалистической Республики Румыния; портрет руководителя Валашского восстания 1821 года Тудора Владимиреску (1780—1821) | промышленное производство                  |
|                                                 |  | 50  | 145×72 | зелёный                 | герб Социалистической Республики Румыния; портрет первого правителя объединённой Румынии Александру Иоана Кузы (1820—1873)    | Дворец культуры в Яссах                    |
|                                                 |  | 100 | 153×75 | синий голубой           | герб Социалистической Республики Румыния; портрет одного из лидеров революций 1848 года Николаэ Белческу (1819—1852)          | концертный зал «Ateneul Român» в Бухаресте |
| Масштаб изображений — 1,0 пикселя на миллиметр. |  |     |        |                         | |                                            |

## Лей 1990—2006
После революции в декабре 1989 г. лей с новой символикой был продолжением прежней валюты (реформа не проводилась, но банкноты со старой символикой быстро вышли из оборота в связи с инфляцией).

### Монеты
Изображения на аверсе и реверсе повёрнуты друг относительно друга на 180°.
| Изображение                                                                              | Номинал (леев) | Материал             | Диаметр (мм) | Толщина (мм) | Масса (г) | Гурт                                                                                 | Годы выпуска             | Дата изъятия  |
| ---------------------------------------------------------------------------------------- | -------------- | -------------------- | ------------ | ------------ | --------- | ------------------------------------------------------------------------------------ | ------------------------ | ------------- |
|                                                                                          | 1              | сталь, плак. медью   | 19           | 1,3          | 2,5       | гладкий                                                                              | 1992                     | 1 января 2007 |
|                                                                                          | 1              | сталь, плак. медью   | 19           | 1,3          | 2,5       | гладкий                                                                              | 1993—1996 2000 2002—2006 | 1 января 2007 |
|                                                                                          | 5              | сталь, плак. никелем | 21           | 1,5          | 3,35      | гладкий                                                                              | 1992—1995 2000 2002 2003 | 1 января 2007 |
|                                                                                          | 10             | сталь, плак. никелем | 23           | 1,7          | 4,65      | гладкий с тремя волнистыми линиями, отделёнными горизонтальными ромбиками            | 1990—1992                | 1 января 2007 |
|                                                                                          | 10             | сталь, плак. никелем | 23           | 1,7          | 4,65      | гладкий                                                                              | 1993—1995 2000 2002 2003 | 1 января 2007 |
|                                                                                          | 20             | сталь, плак. бронзой | 24           | 1,6          | 5,00      | гладкий                                                                              | 1991—1996 2000 2002 2003 | 1 января 2007 |
|                                                                                          | 50             | сталь, плак. бронзой | 26           | 1,62         | 5,90      | гладкий                                                                              | 1991—1996 2000 2002 2003 | 1 января 2007 |
|                                                                                          | 100            | сталь, плак. никелем | 29           | 2,0          | 8,75      | гладкий с тремя надписями ROMANIA, отделёнными группами из трёх 8-конечных звёздочек | 1991—1996 2000 2002—2006 | 1 января 2007 |
|                                                                                          | 500            | Al+Mg                | 25           | 3,2          | 3,70      | гладкий с тремя надписями ROMANIA, отделёнными горизонтальными ромбиками             | 1999 2000 2002—2006      | 1 января 2007 |
|                                                                                          | 1000           | Al+Mg                | 22,2         |              | 2,00      | прерывисто-рубчатый (8 групп по 5 зубцов)                                            | 2000—2004 2005 2006      | 1 января 2007 |
|                                                                                          | 5000           | Al+Mg                | 24           | 2,4          | 2,50      | гладкий                                                                              | 2001—2004 2005 2006      | 1 января 2007 |
| Примечание: жирным выделены годы, когда данные монеты выходили только в составе наборов. |                |                      |              |              |           |                                                                                      |                          |               |

Вследствие высокой инфляции, монеты номиналом 100 леев и менее перестали чеканиться для обращения в 1996 году, но продолжали встречаться в банковских наборах: 5, 10, 20 и 50 леев — до 2003, 1 и 100 леев — до 2006 года.
В 1999—2001 годах были введены в обращение монеты номиналами в 500, 1000 и 5000 леев. Дизайн новых монет вызвал неодобрение в румынском обществе, в частности, монета в 500 леев оказалась достаточно объёмной (толщина — 3 мм) и требовалось лишь незначительное количество таких монет, чтобы заполнить кошелёк или карман. Монета в 1000 леев, наоборот, считалась слишком маленькой, а 5000 леев — невозможной для использования в торговых и игровых автоматах, поскольку по форме представляла собой не круг, а двенадцатиугольник.

### Банкнота 1991 года
| Серия 1991 года                                | Серия 1991 года   | Серия 1991 года | Серия 1991 года | Серия 1991 года | Серия 1991 года     | Серия 1991 года                                 | Серия 1991 года         | Серия 1991 года |
| Изображение                                    | Изображение       | Номинал (лей)   | Размеры (мм)    | Основные цвета  | Описание            | Описание                                        | Выпуск                  | Дата изъятия    |
| Лицевая сторона                                | Оборотная сторона | Номинал (лей)   | Размеры (мм)    | Основные цвета  | Лицевая сторона     | Оборотная сторона                               | Выпуск                  | Дата изъятия    |
| ---------------------------------------------- | ----------------- | --------------- | --------------- | --------------- | ------------------- | ----------------------------------------------- | ----------------------- | --------------- |
|                                                |                   | 500             | 156×74          | коричневый      | Константин Бранкузи | Константин Бранкузи и его «Бесконечная колонна» | январь 1991 апрель 1991 | 1 января 2007   |
| Масштаб изображений — 1,0 пикселя на миллиметр |                   |                 |                 |                 |                     |                                                 |                         |                 |

### Банкноты 1991—1994 года
| Серия 1991—1994 годов                           | Серия 1991—1994 годов | Серия 1991—1994 годов | Серия 1991—1994 годов | Серия 1991—1994 годов      | Серия 1991—1994 годов                                                                                  | Серия 1991—1994 годов                                                     | Серия 1991—1994 годов | Серия 1991—1994 годов |
| Изображение                                     | Изображение           | Номинал (лей)         | Размеры (мм)          | Основные цвета             | Описание                                                                                               | Описание                                                                  | Выпуск                | Дата изъятия          |
| Лицевая сторона                                 | Оборотная сторона     | Номинал (лей)         | Размеры (мм)          | Основные цвета             | Лицевая сторона                                                                                        | Оборотная сторона                                                         | Выпуск                | Дата изъятия          |
| ----------------------------------------------- | --------------------- | --------------------- | --------------------- | -------------------------- | --- | ------------------------------------------------------------------------- | --------------------- | --------------------- |
|                                                 |                       | 200                   | 155×76                | оранжевый голубой          | Григоре Антипа, паром на реке Дунай, Сулинский маяк, цапли                                             | Птицы, рыба, карта дельты Дуная                                           | декабрь 1992          | 1 января 2007         |
|                                                 |                       | 500                   | 160×76                | серый                      | Константин Бранкузи и его «Бесконечная колонна»                                                        | Скульптуры Константина Бранкузи                                           | декабрь 1992          | 1 января 2007         |
|                                                 |                       | 1000                  | 167×76                | красный зелёный коричневый | поэт Михай Эминеску (1850—1889)                                                                        | Монастырь Путна                                                           | сентябрь 1991         | 1 января 2007         |
|                                                 |                       | 1000                  | 167×76                | красный зелёный коричневый | поэт Михай Эминеску (1850—1889)                                                                        | Монастырь Путна                                                           | май 1993              | 1 января 2007         |
|                                                 |                       | 5000                  | 172×76                | синий фиолетовый           | Аврам Янку                                                                                             | Главные ворота Крепости Алба Юлия                                         | март 1992             | 1 января 2007         |
|                                                 |                       | 5000                  | 172×76                | синий фиолетовый           | Аврам Янку                                                                                             | Главные ворота Крепости Алба Юлия                                         | май 1993              | 1 января 2007         |
|                                                 |                       | 10 000                | 180×76                | красный фиолетовый         | учёный-историк, писатель и политический деятель Николае Йорга (1871—1940), античная скульптура Гликона | Статуи: «Фортуна», «Размышляющий человек»; Исторический музей в Бухаресте | февраль 1994          | 1 января 2007         |
| Масштаб изображений — 1,0 пикселя на миллиметр. |                       |                       |                       |                            | |                                                                           |                       |                       |

### Банкноты 1996—2000 года
| Серия 1996—2000 года                            | Серия 1996—2000 года | Серия 1996—2000 года | Серия 1996—2000 года | Серия 1996—2000 года | Серия 1996—2000 года                                                                                   | Серия 1996—2000 года                                        | Серия 1996—2000 года | Серия 1996—2000 года |
| Изображение                                     | Изображение          | Номинал (леев)       | Размеры (мм)         | Основные цвета       | Описание                                                                                               | Описание                                                    | Год выпуска          | Дата изъятия         |
| Лицевая сторона                                 | Оборотная сторона    | Номинал (леев)       | Размеры (мм)         | Основные цвета       | Лицевая сторона                                                                                        | Оборотная сторона                                           | Год выпуска          | Дата изъятия         |
| ----------------------------------------------- | -------------------- | -------------------- | -------------------- | -------------------- | --- | ----------------------------------------------------------- | -------------------- | -------------------- |
|                                                 |                      | 1000                 | 140×61               | голубой              | поэт Михай Эминеску (1850—1889)                                                                        | развалины Гистрии; цикорий, листья липы                     | 1998                 | 1 января 2007        |
|                                                 |                      | 5000                 | 145×64               | оранжевый            | философ и публицист Лучиан Блага (1895—1961); цветки нарцисса                                          | лист винограда                                              | 1998                 | 1 января 2007        |
|                                                 |                      | 10 000               | 150×67               | зелёный              | учёный-историк, писатель и политический деятель Николае Йорга (1871—1940); цветки Gentiana asclepiadea | собор в Куртя-де-Арджеше                                    | 1999                 | 1 января 2007        |
|                                                 |                      | 50 000               | 155×70               | фиолетовый           | композитор и дирижёр Джордже Энеску (1881—1955); цветок Dianthus caryophyllus                          | скала Сфинкс горного массива Бучеджи в Южных Карпатах       | 1996                 | 1 января 2007        |
|                                                 |                      | 50 000               | 155×70               | фиолетовый           | композитор и дирижёр Джордже Энеску (1881—1955); цветок Dianthus caryophyllus                          | скала Сфинкс горного массива Бучеджи в Южных Карпатах       | 2000                 | 1 января 2007        |
|                                                 |                      | 100 000              | 160×73               | оранжевый розовый    | художник Николае Григореску (1838—1907) цветки алтея                                                   | фрагмент картины художника «Родика», сельский дом в Олтении | 1998                 | 1 января 2007        |
| Масштаб изображений — 1,0 пикселя на миллиметр. |                      |                      |                      |                      | |                                                             |                      |                      |

### Банкноты 1999—2003 года
| Серия 1999—2003 года                            | Серия 1999—2003 года | Серия 1999—2003 года | Серия 1999—2003 года | Серия 1999—2003 года | Серия 1999—2003 года                                                                                  | Серия 1999—2003 года                                                              | Серия 1999—2003 года | Серия 1999—2003 года |
| Изображение                                     | Изображение          | Номинал (леев)       | Размеры (мм)         | Основные цвета       | Описание                                                                                              | Описание                                                                          | Год выпуска          | Дата изъятия         |
| Лицевая сторона                                 | Оборотная сторона    | Номинал (леев)       | Размеры (мм)         | Основные цвета       | Лицевая сторона                                                                                       | Оборотная сторона                                                                 | Год выпуска          | Дата изъятия         |
| ----------------------------------------------- | -------------------- | -------------------- | -------------------- | -------------------- | --- | --------------------------------------------------------------------------------- | -------------------- | -------------------- |
|                                                 |                      | 2000                 | 143×63               | голубой              | стилизованное изображение Солнечной системы                                                           | карта Румынии с обозначением прохождения солнечного затмения 11 августа 1999 года | 1999                 | 1 января 2007        |
|                                                 |                      | 10 000               | 150×67               | зелёный              | учёный-историк, писатель и политический деятель Николае Йорга (1871—1940) цветки Gentiana asclepiadea | собор в Куртя-де-Арджеше                                                          | 2000                 | 1 января 2007        |
|                                                 |                      | 50 000               | 155×70               | фиолетовый           | композитор Джордже Энеску (1881—1955) цветок Dianthus caryophyllus                                    | концертный зал Ateneul Român в Бухаресте                                          | 2001                 | 1 января 2007        |
|                                                 |                      | 100 000              | 160×73               | оранжевый            | художник Николае Григореску (1838—1907) цветки Althaea                                                | фрагмент картины художника: сельский дом в Олтении                                | 2001                 | 1 января 2007        |
|                                                 |                      | 500 000              | 165×76               | жёлтый               | авиатор и авиаконструктор Аурел Влайку (1882—1913) цветок Leontopodium alpinum                        | чертёж аэроплана, голова орла                                                     | 2000                 | 1 января 2007        |
|                                                 |                      | 1 000 000            | 168×78               | голубой              | писатель-драматург Ион Лука Караджале (1852—1912) цветок Viola odorata                                | здание Национального театра в Бухаресте, памятник писателю                        | 2003                 | 1 января 2007        |
| Масштаб изображений — 1,0 пикселя на миллиметр. |                      |                      |                      |                      | |                                                                                   |                      |                      |

## Четвёртый лей (c 2005)
На основании закона от 14 июля 2004 года с 1 июля 2005 года в обращение выпущен новый лей = 10000 старым. Старые банкноты и монеты являлись законным платёжным средством до 31 декабря 2006 года. С 1 января 2007 года Национальный банк Румынии обменивает старые леи на новые без ограничения суммы и срока.

### Монеты
Изображения на аверсе и реверсе не повёрнуты друг относительно друга, как это было у монет предыдущих выпусков.
Монета номиналом 1 бань практически не встречается в обращении с 2013 года.
| Изображение                                                                              | Номинал (баней) | Материал              | Диаметр (мм) | Толщина (мм) | Масса (г) | Гурт                                                                | Годы выпуска                                 |
| ---------------------------------------------------------------------------------------- | --------------- | --------------------- | ------------ | ------------ | --------- | ------------------------------------------------------------------- | -------------------------------------------- |
|                                                                                          | 1               | сталь, гальв. латунью | 16,75        | 1,6          | 2,7       | гладкий                                                             | 2005—2008 2009 2010—2015                     |
|                                                                                          | 5               | сталь, гальв. медью   | 18,25        | 1,6          | 2,78      | рубчатый (102 рубца)                                                | 2005—2015                                    |
|                                                                                          | 10              | сталь, гальв. никелем | 20,5         | 1,8          | 4,0       | прерывисто-рубчатый (3 группы по 20 рубцов)                         | 2005—2015                                    |
|                                                                                          | 50              | латунь                | 23,75        | 1,9          | 6,1       | гладкий с двумя надписями ROMANIA, отделёнными 4-конечными звёздами | 2005 2006 2007 2008 2009 2010 2011 2012—2015 |
| Примечание: жирным выделены годы, когда данные монеты выходили только в составе наборов. |                 |                       |              |              |           |                                                                     |                                              |

### Банкноты
| Серия 2005—2021 годов                           | Серия 2005—2021 годов | Серия 2005—2021 годов | Серия 2005—2021 годов | Серия 2005—2021 годов | Серия 2005—2021 годов                                                                                 | Серия 2005—2021 годов                                                   | Серия 2005—2021 годов      | Серия 2005—2021 годов |
| Изображение                                     | Изображение           | Номинал (леев)        | Размеры (мм)          | Основные цвета        | Описание                                                                                              | Описание                                                                | Выпуск                     |                       |
| Лицевая сторона                                 | Оборотная сторона     | Номинал (леев)        | Размеры (мм)          | Основные цвета        | Лицевая сторона                                                                                       | Оборотная сторона                                                       | Выпуск                     |                       |
| ----------------------------------------------- | --------------------- | --------------------- | --------------------- | --------------------- | --- | ----------------------------------------------------------------------- | -------------------------- | --------------------- |
|                                                 |                       | 1                     | 120×62                | зелёный               | учёный-историк, писатель и политический деятель Николае Йорга (1871—1940) цветки Gentiana asclepiadea | собор в Куртя-де-Арджеше                                                | 1 июля 2005                |                       |
|                                                 |                       | 5                     | 127×66                | фиолетовый            | композитор Джордже Энеску (1881—1955) цветок Dianthus caryophyllus                                    | концертный зал Ateneul Român в Бухаресте                                | 1 июля 2005                |                       |
|                                                 |                       | 10                    | 133×72                | розовый               | художник Николае Григореску (1838—1907) цветки Althaea                                                | фрагмент картины художника: сельский дом в Олтении                      | 1 июля 2005 1 декабря 2008 |                       |
|                                                 |                       | 20                    | 136×77                | оливковый             | портрет героини Екатерины Теодороиу (1894–1917)                                                       | Мавзолей Мэрэшешти                                                      | 1 декабря 2021             |                       |
|                                                 |                       | 50                    | 140×77                | жёлтый                | авиатор и авиаконструктор Аурел Влайку (1882—1913) цветок Leontopodium alpinum                        | чертёж аэроплана, голова орла                                           | 1 июля 2005                |                       |
|                                                 |                       | 100                   | 147×82                | голубой               | писатель-драматург Ион Лука Караджале (1852—1912) цветок Viola odorata                                | здание Национального театра в Бухаресте, памятник писателю              | 1 июля 2005 1 января 2018  |                       |
|                                                 |                       | 200                   | 150×82                | оранжевый             | философ, дипломат, деятель культуры Лучиан Блага (1895—1961) цветки Papaver rhoeas                    | водяная мельница, фигурка Хамаджийской культуры времён среднего неолита | 1 декабря 2006             |                       |
|                                                 |                       | 500                   | 153×82                | зелёный фиолетовый    | поэт Михай Эминеску (1850—1889) лист и соцветие Tilia cordata                                         | здание Центральной университетской библиотеки г. Яссы                   | 1 июля 2005                |                       |
| Масштаб изображений — 1,0 пикселя на миллиметр. |                       |                       |                       |                       | |                                                                         |                            |                       |

## Режим валютного курса
В настоящее время в Румынии используется режим плавающего валютного курса. Критерием эффективности курсовой политики (курсовой якорь) выступают показатели инфляции.